# Chèvreville (Oise)
Chèvreville – miejscowość i gmina we Francji, w regionie Hauts-de-France, w departamencie Oise.
Według danych na rok 1990 gminę zamieszkiwało 441 osób, a gęstość zaludnienia wynosiła 43 osoby/km² (wśród 2293 gmin Pikardii Chèvreville plasuje się na 579. miejscu pod względem liczby ludności, natomiast pod względem powierzchni na miejscu 435.).